# Koryczenci
Koryczenci (ukr. Кориченці) – przystanek kolejowy w miejscowości Koryczynci, w rejonie chmielnickim, w obwodzie chmielnickim, na Ukrainie. Położony jest na linii Odessa – Lwów.